# Château de Neipperg
Le château de Neipperg (Burg Neipperg) est un château fort du XIIe siècle, berceau de la famille von Neipperg à Neipperg dans le village de Brackenheim dans l'arrondissement de Heilbronn dans le Bade-Wurtemberg (Allemagne).